# 胡安娜·加蘭

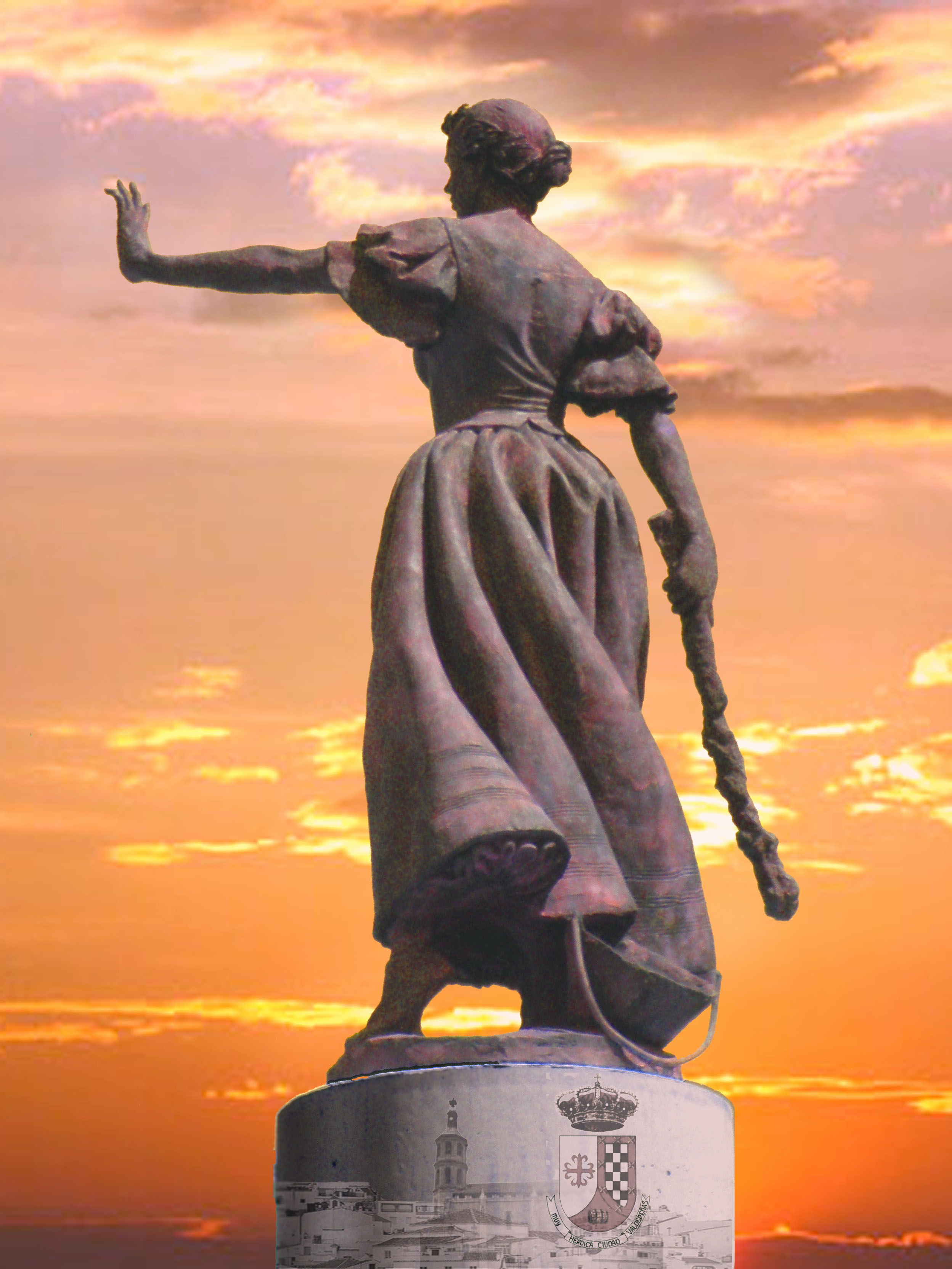
位于巴尔德佩尼亚斯（西班牙）胡安娜·加蘭的雕像

胡安娜·加蘭（Juana Galán，1787年—1812年）是一名半島戰爭中的西班牙女性遊擊隊員。1808年6月6日，法軍企圖越過巴爾德佩尼亞斯，在巴爾德佩尼亞斯男性不足的情況下，當地酒館的女侍胡安娜鼓勵婦女們挺身對抗法軍。她們用滾燙的熱油向法軍潑灑，胡安娜本人則手持木棍率領娘子軍在街道上與法軍對峙，最終趕走了法軍。